# X線観測衛星
X線観測衛星（えっくすせんかんそくえいせい）とは、宇宙由来のX線を観測するための宇宙望遠鏡のこと。

## 概要
地球には、大気があるため観測の窓と呼ばれる少ない波長域でしか、宇宙由来の宇宙線を観測することができない。もしも、これ以外の波長を観測するためには、宇宙空間で観測を行うか、大気との相互作用によって生じる間接的な宇宙線を装置などで計測するしかない。そのため、宇宙空間で高波長域の観測を行う実験が行われた。
公式の記録で参照できるのは、アメリカ航空宇宙局が実施したスカイラブ計画において、太陽由来のX線を観測した記録のみである。これは、太陽表層で起こるフレアやコロナ現象を動画像で捉えた映像として記録されており、太陽表面における物理現象を精密に捉えたものとして評価されている。
恒星や中性子星、ブラックホール周辺から来るX線の、その存在は理論的に予測されていたが、確認が行われたのは、核実験監視衛星からである。核実験監視衛星では、部分的核実験禁止条約に基づき宇宙空間でX線やγ線の監視を行っていたのであるが、地球上以外の発信源を持つX線やγ線の存在を明らかにした。
このことが契機となり、宇宙由来のX線を観測する衛星の開発が行われ、現在に至っている。

### 研究課題
- 高エネルギー物理学
- 高エネルギー天文学
  - X線天文学

### 装置
- 望遠鏡
  - 天体望遠鏡
- 宇宙望遠鏡

### 衛星

#### 宇宙科学研究所/JAXA
- X線分光撮像衛星 (XRISM)
- ひとみ (ASTRO-H)
- 全天X線監視装置(MAXI) ISS搭載観測装置
- すざく (ASTRO-EII)
- あすか (ASTRO-D)
- ぎんが (ASTRO-C)
- てんま (ASTRO-B)
- はくちょう (CORSA-b)

#### NASA
- チャンドラ(AXAF)
- RXTE
- HEAO-2
- ウフル(SAS-1) 1970年に打ち上げられた世界で最初のX線天文衛星

#### ESA
- XMM-Newton

#### ドイツDLR
- ROSAT

#### イタリア、オランダ
- ベッポサックス (BeppoSAX)